# Gyrinus sachalinensis
Gyrinus sachalinensis là một loài bọ cánh cứng trong họ van Gyrinidae. Loài này được Kamiya miêu tả khoa học năm 1936.